# Clemente Mastella
Mario Clemente Mastella (Ceppaloni, 5 febbraio 1947) è un politico italiano, sindaco di Benevento dal 20 giugno 2016.
Entrato in politica con la Democrazia Cristiana, è stato in seguito fondatore di diversi partiti di ispirazione centrista: il Centro Cristiano Democratico (CCD), i Cristiani Democratici per la Repubblica (CDR), l'Unione Democratica per la Repubblica (UDR), l'UDEUR, Noi Campani e noi Di Centro.
È stato ministro del lavoro e della previdenza sociale nel governo Berlusconi I dal 10 maggio 1994 al 17 gennaio 1995 e ministro della giustizia nel governo Prodi II dal 17 maggio 2006 al 17 gennaio 2008. È stato membro del Parlamento dal 1976 al 2008, prima come deputato e, negli ultimi due anni, come senatore.
Dal 2009 al 2014, per Il Popolo della Libertà, è stato membro del Parlamento europeo, del quale aveva già fatto parte tra il 1999 e il 2004.
È stato sindaco di Ceppaloni dal 1986 al 1992 e dal 2003 al 2008.
Pur rimanendo sempre ideologicamente fermo su posizioni centriste, viene considerato uno dei politici italiani più trasformisti, in quanto ha cambiato più volte il partito di appartenenza e la coalizione sostenuta, passando dal centro-destra al centro-sinistra e viceversa.

## Biografia
Laureato in filosofia all'Università degli Studi di Napoli Federico II con tesi di laurea su Antonio Gramsci, divenne un giornalista professionista. La sua carriera come giornalista e i suoi esordi nella vita politica sono stati ampiamente descritti da lui stesso in varie interviste, citate ad esempio nel libro La casta di Gian Antonio Stella e Sergio Rizzo, dove si legge come la sua assunzione alla Rai sarebbe stata agevolata da una raccomandazione del democristiano Ciriaco De Mita. La redazione locale ove Mastella prese servizio proclamò tre giorni di sciopero contro l'ingresso in ruolo di un giornalista assunto senza regolare concorso e per nomina politica diretta.

### Vita privata
Nel 1975 Mastella si sposa con Sandra Lonardo, originaria della sua città e conosciuta durante una visita a uno zio a Oyster Bay, dove lei ha trascorso buona parte della sua giovinezza. Dalla loro unione sono nati due figli: Elio e Pellegrino.

## Carriera politica

### Democrazia Cristiana (1976-1994)

Mastella eletto deputato alla Camera nel 1976

In vista delle elezioni politiche del 1976, come racconta lui stesso, nelle pause pranzo dei dipendenti della Rai chiedeva "...ai centralinisti di telefonare nei comuni del mio collegio elettorale. Mi facevo introdurre come direttore della Rai e segnalavo questo nostro bravo giovane da votare: Clemente Mastella. Funzionò". Mastella fu eletto deputato nelle file della Democrazia Cristiana (DC) e rimase alla Camera ininterrottamente dal 1976, riconfermato per otto legislature consecutive. All'interno della DC faceva parte della corrente Sinistra di Base guidata da Ciriaco De Mita.
Alle elezioni comunali del 1986 venne eletto sindaco del comune di Ceppaloni, suo paese natale, appoggiato dalla Democrazia Cristiana, rimanendo in carica fino al 1992.
In seguito alla nascita del governo Andreotti VI tra le forze politiche che costituivano il pentapartito, il 23 luglio 1989 venne nominato dal Consiglio dei Ministri sottosegretario di Stato al Ministero della difesa, affiancando i ministri Mino Martinazzoli prima e Virginio Rognoni poi. Il 17 aprile 1991 viene riconfermato in tale incarico nel successivo governo Andreotti VII.
Terminato l'incarico governativo, tra il luglio 1993 e l'aprile 1994 è uno dei Vicepresidenti della Camera.

### Centro Cristiano Democratico (1994-1999)

#### Ministro del lavoro e previdenza sociale

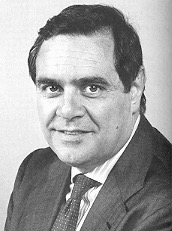
Mastella rieletto alla Camera dei deputati nel 1994

Nel 1994, dopo il lungo trascorso politico nella DC, fondò assieme a Pier Ferdinando Casini il Centro Cristiano Democratico (CCD), che fin da subito aderì alla coalizione di centro-destra del Polo delle Libertà guidata da Silvio Berlusconi.
In occasione delle elezioni politiche del 1994 venne ricandidato ed eletto alla Camera con il sostegno di Forza Italia, CCD, UdC e Polo Liberal Democratico, ma senza l'appoggio di Alleanza Nazionale, che candidò Gennaro Malgieri.
Dopo la vittoria elettorale del Polo delle Libertà alle politiche 1994 e il successivo incarico di formare un esecutivo presieduto da Silvio Berlusconi, venne scelto come ministro del lavoro e della previdenza sociale nel primo governo Berlusconi, giurando nelle mani del Presidente della Repubblica Oscar Luigi Scalfaro.

#### Scissioni del CDR e UDR
Rieletto alla Camera nel 1996, fu di nuovo Vicepresidente dell'Assemblea di Montecitorio, fino al novembre 1998, quando si dimise per dedicarsi completamente all'attività di partito.
A febbraio 1998 fu protagonista di una scissione interna al CCD, raccogliendo l'appello del Presidente emerito della Repubblica Francesco Cossiga di costituire una nuova formazione politica di centro, alternativa alle due coalizioni. Mastella fondò quindi assieme a Cossiga i Cristiano Democratici per la Repubblica (CDR). A giugno dello stesso anno i CDR si uniranno ai Cristiani Democratici Uniti di Rocco Buttiglione, la Socialdemocrazia Liberale Europea di Enrico Ferri e diversi transfughi di Forza Italia e Alleanza Nazionale come Carlo Scognamiglio nella formazione del progetto politico dell'Unione Democratica per la Repubblica (UDR), con Cossiga come leader e Mastella come segretario nazionale, unendo i gruppi parlamentari.

### L'UDEUR (1999-2013)

#### Fondazione e primi anni

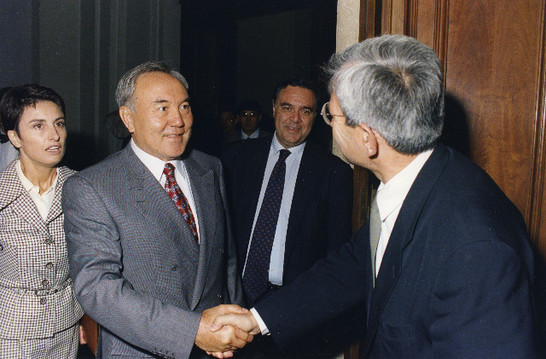
Mastella tra il Presidente della Camera Luciano Violante e il Presidente del Kazakhstan Nursultan Nazarbaev

Dopo l'esperienza con l'UDR, durata appena un anno, nel 1999 Mastella fondò l'Unione Democratici per l'Europa, noto con l'acronimo UDEUR o "i popolari di Mastella", partito politico spiccatamente di centro e dai valori cristiano-democratici; nonostante un'iniziale autonomia dalle coalizioni di centro-sinistra e centro-destra, in seguito si schiera con la prima.
Nel 2000 fu, insieme a Salvatore Cuffaro, ospite del matrimonio di Francesco Campanella, legato a Cosa nostra e stretto collaboratore dei boss Antonino Mandalà e Bernardo Provenzano; Campanella, che aveva fornito a Provenzano i documenti falsi per andare in Francia a farsi operare alla prostata, era il segretario nazionale dei giovani dell'UDEUR.
Alle elezioni politiche del 2001 venne rieletto alla Camera, tra le liste proporzionali nella circoscrizione Campania 2 de La Margherita, una lista elettorale centrista con Francesco Rutelli a capo, alla quale aderì l'UDEUR di Mastella. Per tutta la legislatura è per la terza volta Vicepresidente della Camera.
Nel 2003 si candidò nuovamente a sindaco di Ceppaloni, appoggiato da Forza Italia e SDI, nella lista "Ceppaloni al centro", vincendo le elezioni contro il candidato appoggiato da centro-sinistra e Rifondazione Comunista; restò in carica fino al 2008.

#### Partecipazione alle primarie dell'Unione
A seguito dell'organizzazione delle consultazioni primarie per scegliere il capo della coalizione dell'Unione, Mastella presentò la sua candidatura per "presidiare il centro" della coalizione.
Le elezioni primarie si svolsero il 16 ottobre 2005: Mastella arrivò terzo, raccogliendo 196.014 voti (il 4,6% dei consensi), alle spalle di Romano Prodi, che ricevette l'investitura a capo della coalizione, e di Fausto Bertinotti.
Nella giornata delle votazioni Mastella criticò l'organizzazione dell'evento, definendo le primarie come un "gioco fasullo". A scatenare la miccia fu il fatto che, a metà mattinata, a Ceppaloni, paese natale di Mastella, dove egli risiedeva ed era in carica come sindaco, le schede erano già terminate e molta gente non poté votare: "Se non ci vogliono, ce lo dicano", incalzò Mastella, accusando altresì di essere venuto a conoscenza che in diversi seggi di Roma c'erano schede già votate per Prodi, pronte per essere inserite nelle urne. Già in precedenza, Mastella aveva denunciato incongruenze nell'allestimento dei seggi, sostenendo che erano stati costituiti in numero inferiore al Sud, dove lui era più forte.
L'UDEUR, pertanto, minacciò di garantire soltanto l'appoggio esterno alla coalizione di centro-sinistra, ma nei mesi successivi i rapporti con la coalizione si ricomposero e l'UDEUR firmò il programma dell'Unione.

#### Ministro della giustizia

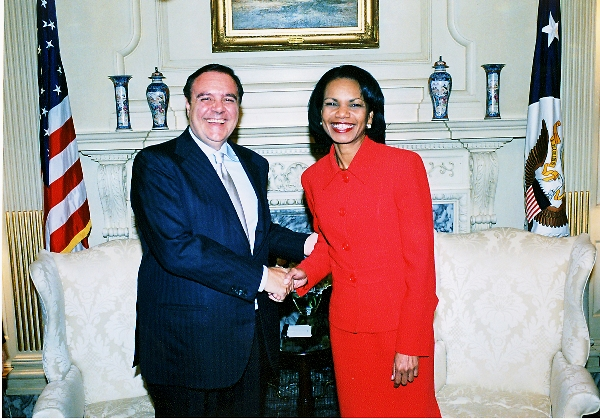
Il segretario di Stato americano Condoleezza Rice incontra Clemente Mastella a Washington nel 2006

Alle elezioni politiche del 2006 Mastella venne eletto al Senato della Repubblica come candidato dell'UDEUR. Presentatosi sia nella regione Campania (dove il partito raccolse il 5,2% dei voti, ottenendo due seggi) sia nella regione Calabria (4,23%, con un seggio), optò per rappresentare quest'ultima. Dopo la vittoria elettorale dell'Unione, Mastella fu scelto per ricoprire l'incarico di ministro della giustizia nel Governo Prodi II; inizialmente si era proposto come ministro della difesa, contrapponendosi a Emma Bonino, ma alla fine il ruolo fu assegnato ad Arturo Parisi, uomo vicino a Romano Prodi.
A luglio 2006 venne varato dal Parlamento un provvedimento di indulto, la legge 241/2006, che fu causa di divergenze tra Mastella ed il collega Antonio Di Pietro, ministro delle infrastrutture. Mastella, in qualità di ministro della giustizia, fu tra i favorevoli alla misura, che prevedeva la scarcerazione di circa 15 000 carcerati; Di Pietro era invece aspramente contrario e lo definì "un colpo di spugna immorale e inaccettabile". Nello stesso periodo Mastella si espresse a favore della completa impunità per tutti i personaggi e le società coinvolte nell'inchiesta Calciopoli. Il 29 luglio, dopo l'approvazione definitiva da parte del Senato, che sancì l'entrata in vigore dell'indulto come legge, Mastella dedicò questo provvedimento a papa Giovanni Paolo II che, in occasione di una sua visita al Parlamento, aveva chiesto un provvedimento di clemenza per i carcerati.
Il 23 ottobre 2006 la Camera dei deputati approvò in via definitiva la legge 24 ottobre 2006 n. 269, meglio nota come Ddl Mastella, che modificava e sospendeva alcuni aspetti della riforma dell'ordinamento giudiziario licenziata nella XIV legislatura, in particolare per quanto riguardava le disposizioni sulla separazione delle carriere dei magistrati e sull'accesso in magistratura.
L'8 marzo del 2007 partecipò ad Annozero, trasmissione televisiva su Rai 2 condotta da Michele Santoro; in tale occasione, dopo un acceso dibattito con il presentatore, decise di abbandonare lo studio, tacciando Santoro di uso improprio della televisione pubblica. Successivamente decise di intraprendere un'azione legale contro Rai 2. Il 10 aprile 2007 dichiarò: "Se c'è referendum si rischia la crisi di governo".
A settembre 2007 chiese al Consiglio Superiore della Magistratura di disporre il trasferimento cautelare d'ufficio nei confronti del pubblico ministero di Catanzaro Luigi de Magistris, che stava indagando su un presunto comitato d'affari composto da politici e magistrati lucani. Il 16 gennaio 2008 la Corte Costituzionale diede il via libera al referendum e lo stesso giorno Mastella annunciò le sue dimissioni dalla carica di ministro, motivate dalla "mancata solidarietà politica" da parte del centro-sinistra rispetto alla vicenda che lo vedeva indagato. Le dimissioni furono respinte dal Presidente del Consiglio.

##### Incarichi dirigenziali al Ministero della giustizia sotto Mastella
Le nuove nomine fatte da Mastella ai vertici del ministero furono aspramente criticate dalla Corte dei conti, che rifiutò il visto al decreto di nomina di un nuovo direttore generale delle risorse materiali, beni e servizi.
Il ministro aveva sino ad allora nominato un dirigente di ruolo di seconda fascia alla Direzione dell'Ufficio Speciale Napoli; al Dipartimento Affari di Giustizia, Direzione generale del Contenzioso e dei Diritti Umani, Gianpaolo Nuvoli, già deputato di Forza Italia e poi passato al suo partito, l'UDEUR, ed infine un dirigente dell'INPS a direttore delle risorse materiali, nomina annullata dalla Corte dei conti.
Mastella aveva poi nominato componente esterno della Commissione di valutazione dei dirigenti l'ex senatore Alfredo D'Ambrosio che, durante la legislatura 2006-2008, era passato da Forza Italia all'UDEUR.
Un dossier del 2007 sul sito del Partito Radicale sostenne che tali nomine erano state fatte secondo criteri esclusivamente politici e che erano state lottizzate tra le varie correnti della magistratura anche le nomine dei magistrati nei posti chiave dell'amministrazione:.
Nella sua ultima seduta della XV Legislatura, il 26 febbraio 2008, il Senato approvò il cosiddetto «Decreto Milleproroghe», contenente, tra l'altro, un emendamento che consentiva la stabilizzazione come dirigenti di alcuni funzionari classificatisi ultimi ad un concorso per dirigenti del 1997. La graduatoria di questo concorso, originariamente bandito per soli 23 posti, venne tenuta aperta e fatta scorrere fino a ricomprendere il 148º in graduatoria. Autore dell'emendamento fu l'onorevole Francesco Adenti dell'UDEUR.

#### Dimissioni e la crisi del Governo Prodi II

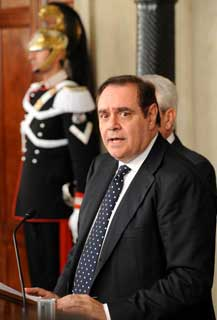
Clemente Mastella nel 2008

Mastella presentò nuovamente le dimissioni dalla carica di ministro della giustizia il 16 gennaio 2008, a seguito dell'inchiesta giudiziaria nella quale erano stati coinvolti lui e la moglie Sandra Lonardo (con la quale Mastella è sposato dal 1975), in quel momento presidente del Consiglio regionale della regione Campania, sotto la giunta regionale del presidente Antonio Bassolino.
Il 17 gennaio 2008 confermò le dimissioni e concesse in un primo momento l'appoggio esterno al governo. Il 21 gennaio 2008 aprì una crisi di governo con un comunicato stampa dalla sede dell'UDEUR, dichiarando di lasciare la maggioranza dopo due anni. Il 23 gennaio 2008 l'UDEUR si astenne sul voto di fiducia alla Camera dei deputati. Il 24 gennaio 2008 il governo cadde a seguito del voto contrario alla fiducia. Votarono contro la fiducia due dei senatori dell'UDEUR (tra cui Mastella stesso), due dei senatori dei Liberal Democratici, Domenico Fisichella, Franco Turigliatto e Sergio De Gregorio, tutti eletti nello schieramento di centro-sinistra.
Il 6 febbraio 2008, nel corso della trasmissione televisiva Porta a Porta, Mastella si dichiarò pronto a partecipare alle elezioni politiche indette per il 13 aprile 2008 con Il Popolo della Libertà, anche a costo di rinnegare il simbolo del suo partito, affermando: «Quando c'è una evoluzione nel corso delle cose, bisogna saperle prendere per il verso giusto e andare avanti in quella direzione». Berlusconi aveva già fatto trapelare nei mesi precedenti contatti con Mastella, che sembravano concretizzarsi nella promessa del leader di Forza Italia di una posizione di rilievo all'interno della nuova formazione politica del PdL. Mastella quindi cambiò ancora una volta coalizione, passando dal centro-sinistra al centro-destra. Il capogruppo della Lega Nord al Senato, Roberto Castelli, tuttavia, si dichiarò immediatamente contrario.
Nei giorni a seguire, Berlusconi, nonostante la sua iniziale disponibilità a collocarlo in una posizione di rilievo, decise di escluderlo dal suo schieramento, affermando che, secondo alcuni sondaggi, la sola presenza di Mastella nelle liste dell'alleanza avrebbe fatto perdere quasi il 12% dei consensi; analogo trattamento gli venne riservato nella neonata formazione di centro Rosa Bianca, lasciandolo così completamente isolato.
Il 6 marzo 2008, dopo un paio di giorni di riflessione, Mastella decise quindi di non candidarsi alle elezioni politiche del 2008, per la prima volta dopo 32 anni, nonostante l'offerta di un posto nelle liste del Partito Socialista fattagli dal segretario Enrico Boselli.
Allo stesso modo, scaduto il mandato di sindaco a Ceppaloni, decise di non ripresentarsi nemmeno alle elezioni comunali. Nell'ottobre 2008 venne ingaggiato (senza percepire alcun compenso) dalla RAI come inviato per seguire le partite del Napoli nella trasmissione Quelli che il calcio.

#### Eurodeputato PdL
Mastella ritornò in politica il 14 febbraio 2009, data in cui Il Popolo della Libertà comunicò di averlo candidato alle elezioni europee del 2009, puntualizzando che il sodalizio con l'UDEUR sarebbe stato esteso anche alle elezioni amministrative in Campania, dove i due partiti avrebbero presentato candidati comuni.
Nel giugno del 2009 fu eletto al parlamento europeo tra le file del PdL.
Nel luglio 2009 tornò all'attenzione della stampa nazionale per alcune dichiarazioni fatte riguardo alla diaria giornaliera percepita al parlamento europeo di Strasburgo: "Una diaria di 290 euro!" - dichiarò in un ascensore ai suoi assistenti - "'Sta miseria. Non ci si sta dentro. Questi non sanno cosa si prende al Parlamento italiano".
Nei primi mesi della legislatura 2009-2014 del Parlamento europeo risultò essere uno dei parlamentari del gruppo PPE meno presenti alle votazioni nel corso delle sedute plenarie.

#### Candidatura a sindaco di Napoli
Il 25 giugno 2010, nella sala dell'Assunta della chiesa del Gesù a Roma, Mastella annunciò la fine della storia ultradecennale dell'UDEUR e la nascita di un nuovo soggetto politico denominato Popolari per il Sud. Il movimento, secondo quanto detto dallo stesso Mastella, «intendeva colmare il vuoto politico nel sud a livello locale, confermando al contempo la strategica alleanza con il PdL».
Pochi giorni dopo le regionali, il segretario Mastella affermò che ormai «ci sono le condizioni per fare un Partito del Sud».
Il 18 settembre 2010, in una manifestazione a Napoli, ufficializzò l'intenzione di candidarsi a sindaco della città alle successive elezioni amministrative.
Nel gennaio 2011 il partito cambiò nome diventando UDEUR-Popolari per il Sud.
Alle elezioni comunali a Napoli del maggio seguente, che videro la vittoria di Luigi de Magistris, l'UDEUR ottenne il 2,48%. Mastella, con l'appoggio del suo partito e di una lista civica, ottenne il 2,17% e non venne neanche eletto in consiglio comunale.
Dopo il primo turno delle elezioni amministrative Mastella annunciò "un rapporto di collaborazione politica tra l'UDEUR e le altre forze politiche di Centro" e che per il ballottaggio per l'elezione del sindaco di Napoli "l'UDEUR terrà un atteggiamento analogo a quello del Terzo Polo". L'annuncio avvenne dopo un incontro con i leader dell'UdC Pier Ferdinando Casini e Lorenzo Cesa, di Futuro e Libertà Gianfranco Fini e dell'ApI Francesco Rutelli.
Alle elezioni politiche del 2013 decise di non candidarsi in nessuna lista dei principali schieramenti e rimase fuori dalla campagna elettorale. I principali esponenti dell'UDEUR tuttavia invitarono a votare per la coalizione di centro-sinistra Italia. Bene Comune, che l'UDEUR sostenne poi alle elezioni regionali di quell'anno in Basilicata e in Molise (che videro vincitori proprio i candidati di centro-sinistra, in Basilicata Marcello Pittella e in Molise Paolo Di Laura Frattura).

### Dopo lo scioglimento dell'UDEUR (2013-2020)

#### Adesione a Forza Italia ed elezioni europee del 2014
Con lo scioglimento del Popolo della Libertà e la rinascita di Forza Italia, l'UDEUR, riunitasi a Ceppaloni il 24 novembre 2013, decise di aderire alla ricostituita formazione. Mastella spiegò che sarebbe stato "con Forza Italia, senza rinunciare affatto a quello che è il nostro Dna: restiamo una forza moderata e attenta al territorio. Gli estremismi non ci appartengono e non ci apparterranno".
Nel 2014 venne nominato nel comitato di presidenza di Forza Italia e fu ricandidato da indipendente per le elezioni europee dal 2014 nella circoscrizione meridionale, non venendo però rieletto, ottenendo però 50 440 preferenze.

#### "Popolari per il Sud" e regionali in Campania
Abbandonato il progetto forzista, il 17 gennaio 2015 a Benevento Mastella fondò un nuovo partito, il quinto in 20 anni, che si chiamò Popolari per il Sud, in vista delle elezioni regionali di maggio in Campania, a sostegno del governatore uscente di centro-destra Stefano Caldoro; il politico spiegò la decisione sostenendo che “si avverte l'esigenza di un partito territoriale che dialoghi con la gente e che rappresenti un punto di riferimento certo nella crisi dei partiti”.
Sostennero Mastella la moglie Sandra Lonardo, l'assessore regionale al Commercio e all'artigianato Vittorio Fucci, l'ex eurodeputato di Forza Italia Giuseppe Gargani, più una quindicina di sindaci fedelissimi del Sannio. Da qui iniziò un tour di propaganda nelle città di Avellino, Salerno, Napoli con il Partito Pensionati e Caserta, affiancato e sostenuto da consiglieri provinciali e amministratori comunali come Immacolata Lama.
Le elezioni vennero infine vinte dal candidato del PD Vincenzo De Luca e la moglie di Mastella (Forza Italia), con 10 000 voti, non venne rieletta al consiglio regionale.

#### Sindaco di Benevento
L'anno seguente si candidò a sindaco di Benevento, sostenuto da Forza Italia, UdC e dalle liste civiche Mastella sindaco e Noi sanniti per Mastella.
Al primo turno del 5 giugno ottenne il 33,66% e andò al ballottaggio contro lo sfidante del centro-sinistra Raffaele Del Vecchio (33,23%). Al ballottaggio del 19 giugno ottenne il 62,88% e venne eletto primo cittadino.
Dopo alcuni mesi dal suo insediamento ricevette delle critiche, ad esempio per aver vietato il transito delle biciclette nel centralissimo corso Garibaldi o per aver dichiarato guerra ai centri sociali, ma anche degli apprezzamenti, ad esempio per aver riorganizzato l'evento "Benevento città spettacolo" a fine estate, da anni fermo, invitando ospiti come Marco Travaglio, gli Stadio, Massimo Ghini, Massimo Ranieri e Antonello Venditti e, negli anni successivi, Gigi D'Alessio e Loredana Bertè. Nel febbraio 2017, con un'ordinanza, inflisse un'ammenda ai venditori abusivi che operavano nel centro storico.
Si accentuarono le critiche dell'area di sinistra e del Movimento 5 Stelle quando non si oppose alle continue aperture di sale giochi con slot machines e partecipò all'inaugurazione di una di esse, ma ritornarono i punti a suo favore quando aprì il sottopassaggio al ponte Vanvitelli, provvedendo anche all'illuminazione del ponte stesso.
Nell'estate 2017 organizzò i lavori di ristrutturazione dello stadio comunale Ciro Vigorito a seguito della prima, storica promozione del Benevento Calcio in Serie A. Come sindaco ha organizzato ogni anno, il 31 agosto, come evento di chiusura dell'estate, la 'Cena in Bianco' nel centro storico di Benevento ed ha provveduto al risanamento della segnaletica stradale di una serie di strade 
ed alla riapertura e fruibilità dell'Hortus Conclusus (con il sussidio dell'organizzazione 'Campus').
Il 21 marzo 2018 è rimasto coinvolto in un incidente stradale nella città di Dragoni. Trasportato d'urgenza all'ospedale, ha subito l'amputazione della falange di un dito della mano.
Nell'estate 2018 ha partecipato alla creazione di "Benevento città in fiore", un concorso rivolto ai cittadini per l’abbellimento, con decorazioni floreali, di vicoli, spazi urbani e particolari abitativi esterni, al fine di incentivare e valorizzare gli aspetti estetici, ambientali e turistici della città.

#### Annuncio dell'UDEUR 2.0 e rientro in Forza Italia
Il 19 maggio 2017 all'Hotel Holiday Inn di Napoli, accompagnato dalla moglie, presentò il nuovo movimento Noi Campani in vista delle imminenti elezioni comunali: nella sconfitta del centro-destra a Pompei ottenne il 3,94% (578 voti e 0 seggi) e nella vittoria a Maddaloni racimolò solo il 0,30% (64 voti e 0 seggi) mentre a Nocera Inferiore non presentò la lista.
A settembre, in seguito alla sua assoluzione, Mastella annunciò il rilancio dell'UDEUR in previsione delle elezioni politiche del 2018 e dichiarò che nel 2008 aveva tentato di riportare nel centro-sinistra il deputato Sergio De Gregorio ma questo, in compagnia di un italo-americano membro del Partito Repubblicano e di un presunto membro della CIA, aveva proposto a Mastella di lasciare il Governo Prodi dicendogli che gli americani gliene sarebbero stati grati.
Dando seguito all'annuncio, il 16 dicembre alla stazione marittima di Napoli costituì il movimento UDEUR 2.0, che si ispirava all'omonimo movimento da lui fondato nel 1999, siglando un'intesa con l'UDC di Lorenzo Cesa. Il 30 dicembre precisò però che lui stesso non si sarebbe candidato e che sarebbe rimasto sindaco di Benevento. Alle elezioni politiche l'UDEUR 2.0 aderì alla lista Noi con l'Italia - UDC (la cosiddetta "quarta gamba" della coalizione di centro-destra), all'interno della quale inserì propri candidati.
Il 3 febbraio 2018 Mastella annunciò il suo ritorno in Forza Italia, nella quale era confluita anche l'UDEUR 2.0; sua moglie Sandra il 4 marzo fu eletta con FI al Senato nel collegio proporzionale Avellino-Benevento.

### Noi Campani (2020-2021)

#### Elezioni comunali e regionali 2020

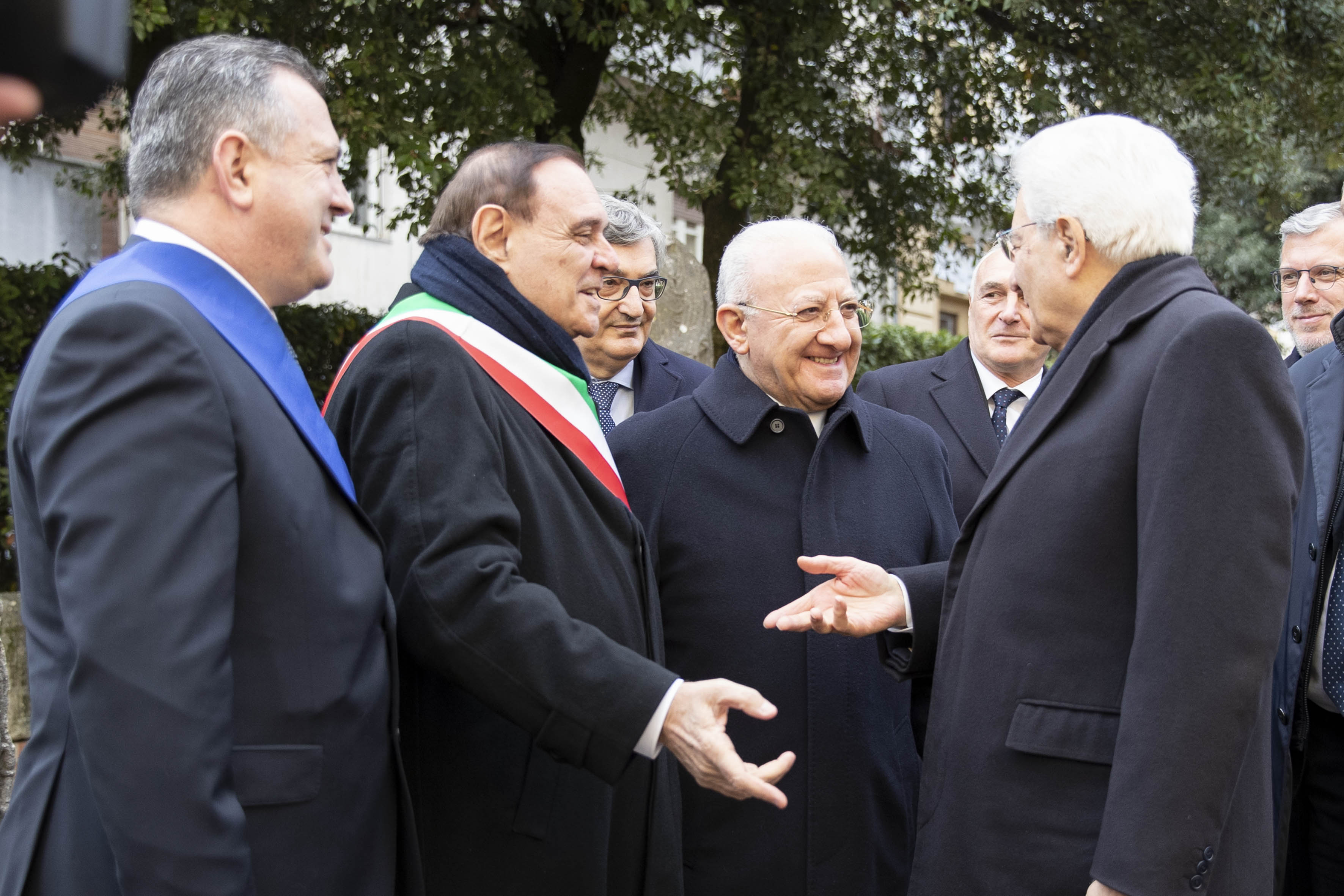
Clemente Mastella (con la fascia tricolore), il presidente della Regione Campania Vincenzo De Luca e il presidente della Repubblica Sergio Mattarella nel 2020

Il 2 febbraio 2020 annuncia le dimissioni, con un anno di anticipo sulla scadenza naturale del mandato, per candidarsi alle elezioni regionali con il centrodestra.
Il 22 febbraio ritira le dimissioni e viene reintegrato nel ruolo di primo cittadino di Benevento, smentendo di volersi candidare.
Il 3 giugno 2020 Mastella lascia Forza Italia e annuncia la ri-costituzione della lista Noi Campani a sostegno della ricandidatura di Vincenzo De Luca, rientrando quindi nel centrosinistra a livello regionale; contribuirà alla vittoria schiacciante di De Luca con 102.652 voti (4,35%) ottenendo 2 consiglieri i quali abbandoneranno Mastella nel gennaio del 2024. Nel frattempo il 29 luglio la moglie Sandra Lonardo lasciava Forza Italia iscrivendosi al Gruppo misto del Senato. Da registrare il risultato alle amministrative nel comune di Caivano, dove la lista Noi Campani con il 9,2% ottiene 3 consiglieri e consente al candidato Sindaco del centro-sinistra di vincere al 1º turno con il 52%.

#### Conferma a sindaco di Benevento e comunali a Napoli e Salerno
In vista delle comunali del 3-4 ottobre 2021 si ricandida a sindaco di Benevento sostenuto dal suo partito e da nove liste civiche di cui due sono di chiara ispirazione politica, cioè Forza Benevento, espressione locale di Forza Italia, e Sannio Libero, che al suo interno ha candidati di area Dem vicini al governatore De Luca e che include Italia Viva. Al primo turno riceve il 49,37%; al ballottaggio del 18 ottobre vince con il 52,56% contro il candidato Dem Luigi Diego Perifano (47,32%).
Tra i punti importanti del suo secondo mandato si ricordano la ristrutturazione della Colonia Elioterapica al rione ferrovia e la vicenda dell'acqua potabile cittadina in cui è stata accertata un'alta presenza di tetracloetilene, la quale, nonostante nuovi controlli e un'ordinanza lampo che ha risolto la situazione con successo, ha causato scontri nel consiglio comunale con l'opposizione e proteste dei residenti cittadini.
Alle comunali di Napoli la lista, presentata in collaborazione con la civica di David Lebro, Noi Campani per la Città sostiene il candidato di centro-sinistra e Movimento 5 Stelle Gaetano Manfredi e con il 4,03% elegge due consiglieri. A Caserta invece contribuisce alla riconferma del sindaco uscente del centro-sinistra Carlo Marino, eleggendo, con il 5,61%, 3 consiglieri.

### noi Di Centro

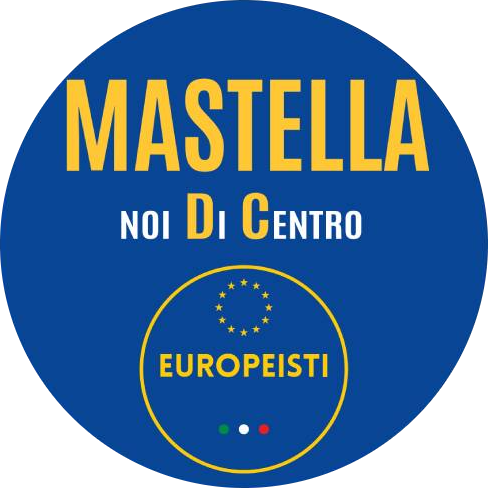
Simbolo di noi Di Centro per le elezioni politiche in Italia del 2022

Il 4 dicembre 2021 si svolge, al teatro Brancaccio a Roma, l'assemblea nazionale costituente di noi Di Centro, la nuova formazione politica nazionale di Mastella, evoluzione del movimento regionale di Noi Campani. I riferimenti ideologici di nDC sono nel centrismo e nel cristianesimo democratico. Al lancio del partito vi si iscrive anche la moglie di Mastella, la senatrice Sandra Lonardo. Lo stesso giorno, Mastella lancia l'idea di una federazione delle forze centriste nello scacchiere politico che si ispiri all'esperienza della Margherita.  
Nel segno di una federazione di forze centriste, il 23 dicembre dello stesso anno si costituisce nel Gruppo Misto del Senato la componente “IDeA-Cambiamo!-Europeisti-noi Di Centro (Noi Campani)”, che racchiude i sei senatori della vecchia componente “IdeA e Cambiamo”, Andrea Causin e Sandro Biasotti di Coraggio Italia e Sandra Lonardo, unica senatrice aderente a nDC, e che il 22 febbraio 2022 si trasforma in “Italia al Centro (IdeA-Cambiamo!-Europeisti-noi Di Centro (Noi Campani))”. Mastella, Gaetano Quagliariello e Giovanni Toti di IdeA e Cambiamo! presentano a fine febbraio una lista comune denominata Napoli al Centro in vista delle elezioni metropolitane. Alle comunali di giugno noi Di Centro si presenta a Palermo con Noi con l’Italia e Autonomisti contribuendo con il 3,35%, ma nessun eletto, alla vittoria di Roberto Lagalla.
Nel febbraio 2022 Noi di Centro stringe un accordo con il movimento pugliese dei Popolari, che vede l'assessore regionale Stea nominato vice coordinatore nazionale del partito e commissario regionale in Puglia. Il 25 luglio 2022 Mastella presenta il simbolo di noi Di Centro, nel corso di una conferenza stampa tenuta al Circolo Rari Nantes di Napoli, auspicando un’alleanza con il centro-sinistra in vista delle elezioni politiche del 25 settembre. Il 5 agosto firma un accordo con il senatore di IaC Raffaele Fantetti per la concessione del simbolo degli Europeisti, per ottenere l'esenzione dalla raccolta firme. Seguirà poi anche un accordo con la DC di Angelo Sandri e con il Movimento Politico Libertas di Antonio Fierro.
Sia alla Camera che al Senato nDC prenderà lo 0,16% non eleggendo alcun parlamentare, nemmeno Sandra Lonardo che all'uninominale di Benevento arriva quarta con il 14,4% e oltre 21 000 preferenze.  Alle elezioni europee del 2024 la moglie di Mastella è candidata nella circoscrizione meridionale tra le file di Stati Uniti d'Europa, piazzandosi quarta con circa 32 000 preferenze.

## Controversie

### Procedimenti giudiziari
Il 14 ottobre 2007 Clemente Mastella viene iscritto nel registro degli indagati della procura di Catanzaro nell'ambito dell'inchiesta Why Not del sostituto procuratore Luigi De Magistris: l'ipotesi di reato è abuso di ufficio. Il ministro è sospettato di essere coinvolto in una "rete" costituita da politici, imprenditori, giudici e massoni finalizzata ad ottenere finanziamenti dallo Stato e dall'Unione europea. 
Il coinvolgimento del ministro nell'inchiesta è motivato dai suoi rapporti con l'imprenditore Antonio Saladino. L'indagine coinvolge l'attività imprenditoriale di Saladino, titolare in passato di una società di lavoro interinale denominata "Why Not". 
Agli atti figurano, tra l'altro, intercettazioni di colloqui telefonici proprio tra Mastella e Saladino.
Il 16 gennaio 2008, dopo il provvedimento di arresti domiciliari nei confronti della moglie Sandra Lonardo, da parte della procura di Santa Maria Capua Vetere, Mastella presenta le sue dimissioni da ministro, sostenendo di essere vittima, insieme alla sua famiglia, di un attacco della magistratura. Le dimissioni vengono respinte dal Presidente del Consiglio Romano Prodi e nel tardo pomeriggio della stessa giornata le agenzie di stampa scrivono che anche lo stesso Mastella sarebbe indagato nell'ambito dell'inchiesta riguardante la moglie.
Il giorno seguente Mastella conferma le proprie dimissioni ed annuncia che il suo partito, l'UDEUR, darà "appoggio esterno" al governo. Il 21 gennaio Mastella modifica la propria posizione dichiarando di uscire dalla maggioranza e di voler votare no alla questione di fiducia. Il governo Prodi cade il 24 gennaio in seguito al voto di sfiducia.
L'8 marzo dello stesso anno la Procura Generale di Catanzaro, che aveva avocato a sé le indagini dopo la dichiarazione d'incompatibilità del sostituto procuratore De Magistris, chiede l'archiviazione delle accuse ipotizzate a carico di Mastella, che esce dall'inchiesta. Nelle motivazioni, depositate il 1º aprile, il Gip ha affermato che "non vi erano neanche gli estremi per poter iscrivere Mastella nel registro degli indagati". L'ex Guardasigilli ha annunciato che intende "valutare tutte le possibili azioni giudiziarie e amministrative a tutela della mia persona" e dichiara di voler "chiedere il risarcimento dei danni a chi ha lavorato, sul piano giudiziario, quello mediatico e quello politico, per la mia eliminazione politica".
Il 19 dicembre 2009 Mastella dà mandato ai suoi legali di citare in giudizio lo Stato italiano per l'archiviazione dell'inchiesta Why Not. La richiesta di risarcimento ammonta a 10 milioni.
Il 26 febbraio 2009 appare sull'Espresso la notizia che il giudice GianDomenico Lepore ha inviato gli avvisi di chiusura delle indagini per l'inchiesta riguardante l'ex ministro della giustizia.
Nei mesi seguenti, la vicenda si è capovolta, giudicando illegittima l'avocazione dell'inchiesta Why Not, legittime le intercettazioni, e l'inchiesta di Santa Maria Capua Vetere è passata alla procura di Napoli che, in maggio 2009 ha ritenuto fondate molte delle accuse, rinviando a giudizio Clemente Mastella e sua moglie Sandra Lonardo.
Nel marzo 2011 Clemente Mastella viene rinviato a giudizio, assieme alla moglie Sandra Lonardo, per tre capi di imputazione: truffa e appropriazione indebita, in merito all'acquisizione al patrimonio familiare di due appartamenti a Roma di proprietà dell'Udeur e della testata giornalistica Il Campanile; abuso d'ufficio, per l'assegnazione di incarichi da parte dell'Arpac.
Il 22 dicembre 2011 il GUP di Benevento Flavio Cusani rinvia a giudizio Clemente Mastella per corruzione nell'ambito dell'inchiesta "Iside Nova". L'indagine è condotta dal procuratore Antonio Clemente il quale sarà in seguito sostituito dal procuratore capo Giuseppe Maddalena.
Il 12 settembre 2017, a distanza di quasi 10 anni, i Mastella, l’ex consuocero Carlo Camilleri, gli ex assessori Nicola Ferraro e Andrea Abbamonte vengono assolti in primo grado per tutti e tre i capi di imputazione con formula piena, anche per i due capi per i quali il pm aveva chiesto la prescrizione, perché il fatto non costituisce reato e perché il fatto non sussiste. In sintesi, per l'accusa Mastella avrebbe imposto all'allora Governatore Antonio Bassolino la nomina di una persona da lui segnalata a commissario di una Asl, minacciando in caso di rifiuto di ritirare due suoi assessori dalla Giunta; il fatto era stato smentito da Bassolino stesso quando era stato chiamato a testimoniare.

### Critiche e aspetti controversi
Nel 1994 fonda il CCD di cui diviene presidente, e al cui progetto aderisce immediatamente Lorenzo Cesa, che viene messo a capo della segreteria politica. In quel periodo Cesa era, da pochi mesi, sotto processo (nonché reo confesso) per un importante caso di corruzione legato al ministero dei Lavori Pubblici.
Molto discussi sono i trascorsi rapporti di amicizia con l'ex-presidente del consiglio comunale di Villabate e condannato per mafia Francesco Campanella. Rapporti tanto stretti che Mastella fu testimone delle nozze del Campanella nel 2000. Alle stesse nozze fu testimone anche il presidente della Regione Siciliana Salvatore Cuffaro, indagato per concorso esterno in associazione mafiosa e poi condannato in primo grado nel gennaio del 2008 a 5 anni di carcere per favoreggiamento semplice ad uomini vicini al superboss Bernardo Provenzano. Mastella dichiarò ai giudici a proposito di Campanella: «Per me era un bravo ragazzo ambizioso. Mai e poi mai avrei pensato che, a 25 anni, intrattenesse rapporti come quelli che ho appreso solo dopo. È ovvio che se avessi colto anche un solo segnale lo avrei allontanato. Ma con me parlava solo di antimafia. E poi, anche quando si è candidato, lui e la moglie, che era segretaria del Ccd regionale, presero non più di cento voti, e vorrei proprio sapere chi glieli ha dati. Insomma, non c'era neanche un consenso elettorale tale da far pensare che la mafia votasse per lui».
All'inizio del febbraio 2007 egli viene raggiunto da un avviso di garanzia da parte della Procura della Repubblica di Napoli. L'ipotesi formulata dagli inquirenti è quella di concorso in bancarotta fraudolenta per il fallimento del Napoli Calcio, dichiarato nel 2004 con sentenza del Tribunale di Napoli. L'iscrizione nel registro degli indagati rappresenta un fatto dovuto, dal momento che, all'epoca della commissione dei presunti illeciti (2002), Mastella era vicepresidente della società e membro del consiglio di amministrazione. Interpellato al riguardo, Mastella si è dichiarato estraneo al crack, sostenendo di non aver mai partecipato direttamente alla gestione della Società.

#### Il caso de Magistris
Nell'ottobre 2007 viene iscritto nel registro degli indagati dalla procura della Repubblica di Catanzaro per l'inchiesta Why Not, condotta dal PM Luigi de Magistris. Poche settimane prima, in qualità di Ministro della giustizia, Mastella aveva chiesto il trasferimento cautelare dello stesso de Magistris. Per questo motivo al magistrato viene avocata l'inchiesta dalla procura. Per l'opinione pubblica c'è il sospetto che Mastella abbia richiesto il trasferimento appositamente per bloccare sul nascere l'inchiesta nei suoi confronti. Solidale nei confronti del ministro, invece, tutto il mondo politico ad eccezione di Antonio Di Pietro.
Dopo l'avocazione delle indagini, la Procura Generale chiede quindi l'archiviazione delle accuse per Mastella richiesta poi accolta dal Gip, che specifica che Mastella non avrebbe dovuto essere indagato. Gli stessi magistrati che avevano accusato i coniugi Mastella (oltre a de Magistris, poi trasferito e sottoposto a censura da parte del CSM) sono finiti anch'essi sotto inchiesta.

#### Il caso "Il campanile"
Il giornale di partito Il Campanile è stato oggetto di diverse indagini giornalistiche che ne hanno evidenziato la funzione "privata". In altri termini, oltre un milione e trecentomila euro di finanziamenti pubblici (limitandosi al solo 2005) sono serviti per pagare il contributo fattivo di Clemente Mastella, viaggi e trasferte della famiglia Mastella (98 000 euro nel 2005), liberalità e spese di rappresentanza (141 000 euro), liberalità (22 000), pacchi, dolciumi e torroni (17 000).
In sostanza, secondo un'inchiesta de L'Espresso, "all'ombra del "Campanile" Clemente Mastella, i suoi familiari e le loro società hanno ottenuto soldi e vantaggi grazie a un giornale finanziato con i soldi dei contribuenti".
Il sindaco Mastella ha ricevuto una lettera minatoria nella giornata del 2 agosto 2018. La polizia segue tutte le possibili piste, ma non è il primo episodio politicamente “delicato” che coinvolge Benevento negli ultimi mesi.